# Mimi Al Sherbini
Mohamed Abdelatif Al Sherbini (en arabe : محمد عبد اللطيف الشربيني), plus connu sous le nom de Mimi Al Sherbini (ميمي الشربيني), né le 26 juillet 1937 en Égypte et mort le 20 janvier 2025, est un footballeur international égyptien qui évolue au poste de défenseur, avant de devenir entraîneur.

## Biographie

### Carrière de joueur

#### Carrière en club
Mimi Al Sherbini a joué toute sa carrière avec Al-Ahly SC de 1957 à 1971, avec lequel il est quatre fois champion national, et gagne trois coupes nationales.

#### Carrière en sélection
Avec l'équipe d'Égypte, il figure notamment dans le groupe des sélectionnés lors de la CAN de 1959.
Il a également disputé les JO de 1960 et de 1964.

### Carrière d'entraîneur
Après sa retraite, El-Sherbini s'est lancé dans la gestion et a été brièvement à la tête de l'équipe nationale des Émirats arabes unis en 1975.

## Palmarès
Égypte
- Coupe d'Afrique des nations (1) :
  - Vainqueur : 1959.